# Striķi
Striķi (deutsch Stricken) ist ein Ort in Lettland und Zentrum der Gemeinde Zvārde im Bezirk Saldus, gelegen in Kurland am Fluss Druve und an der Autostraße V1158 (Saldus - Striķi). Die Siedlung entstand um das historische Gut Stricken (Striķu muiža), dessen zu Beginn des 19. Jahrhunderts errichtetes Herrenhaus, die Scheune und andere Wirtschaftsgebäude erhalten sind. In der Nähe des Herrenhauses, in dem ein Kulturzentrum und eine Bibliothek untergebracht sind, befindet sich ein Park mit einem Teich.
Im Russischen Reich lag Striķi im Kreis Goldingen, Gouvernement Kurland.